# Organisationskultur
Organisationskultur (englisch organizational culture, corporate culture) ist ein Begriff der Organisationstheorie und beschreibt die Entstehung und Entwicklung kultureller Wertmuster innerhalb von Organisationen. Teilweise werden auch die Begriffe Unternehmenskultur, Betriebskultur oder eben Verwaltungskultur verwendet.
Die Organisationskultur wirkt auf alle Bereiche des Managements (Entscheidungsfindung, Führung, Beziehungen zu Kollegen, Kunden und Lieferanten, Kommunikation usw.). Jede Aktivität in einer Organisation ist auf Basis ihrer Kultur entstanden und dadurch kulturell beeinflusst. Das Selbstverständnis der Organisationskultur erlaubt es Organisationsmitgliedern, Ziele besser verwirklichen zu können. Außenstehende können durch diese Kenntnis die Organisation besser verstehen.

## Grundlagen
Das Konzept der Organisationskultur überträgt den Kulturgedanken aus der Kulturanthropologie auf Organisationen. Demnach bildet jede Organisation eine Kultur heraus, die das kollektive organisatorische Verhalten und Verhalten von Individuen in Organisationen bestimmt. Sie ergibt sich aus dem Zusammenspiel von Werten, Normen, Denkhaltungen und Paradigmen, welche die Mitarbeiter kollektiv teilen. Durch die Kultur wird das Zusammenleben in der Organisation sowie das Auftreten nach außen hin geprägt.
Hier sei vor allem Edgar H. Schein erwähnt. Er ist „der“ Wegbereiter des Forschungsfeldes Organisationskultur. Schein (1985, S. 25) definiert Organisationskultur als „ein Muster gemeinsamer Grundprämissen, das die Gruppe bei der Bewältigung ihrer Probleme externer Anpassung und interner Integration erlernt hat, das sich bewährt hat und somit als bindend gilt; und das daher an neue Mitglieder als rational und emotional korrekter Ansatz für den Umgang mit Problemen weitergegeben wird.“
Weitere Definitionen werden von verschiedenen Autoren geliefert:

“The culture concept has been borrowed from anthropology, where there is no consensus on its meaning. It should be no surprise that there is also a variety in its application to organization studies.”

„Konzept und Begriff der Kultur wurden aus der anthropologischen Forschung entlehnt. Es existiert kein Konsens über die Bedeutung des Begriffes, so dass auch in der Anwendung im Rahmen der Organisationstheorie teilweise beträchtliche Unterschiede bestehen. –“

“Organisational culture is the collection of traditions, values, policies, beliefs and attitudes that constitute a pervasive context for everything we do and think in an organisation.”

„Organisationskultur ist die Sammlung von Traditionen, Werten, Regeln, Glaubenssätzen und Haltungen, die einen durchgehenden Kontext für alles bilden, was wir in dieser Organisation tun und denken.“

Stark verkürzt kann der Begriff der Organisationskultur auch so umschrieben werden:

“This is how we do things around here.”

„So machen wir das hier.“

Die genannten Definitionen werden teilweise als problematisch bezeichnet, da sie nahezu alles innerhalb einer Organisation erfassen. Die Definitionen, insbesondere des Begriffes Kultur erscheinen in der Regel vage und allumfassend. Jeder der im Folgenden beschriebenen Ansätze zeichnet sich durch eine eigene Betrachtungsweise der Thematik und Begriffsdefinition aus, so dass nicht alle Ansätze beliebig miteinander kompatibel sind. Insbesondere die unterschiedliche und häufig psychologisch wertende Wortwahl mit Adjektiven wie stark, schwach, gut und schlecht sowie die Art der Methodologie eröffnen vielfältige Interpretationsmöglichkeiten. In der Literatur wird darauf hingewiesen, dass Fehlschlüsse häufig in der begrenzten Rationalität und den individuellen kognitiven Tendenzen der Leser zu finden sind. Weiterhin erschweren die jeweiligen Voreingenommenheiten (biases) – angefangen beim Forscher über die Studienteilnehmer bis hin zum Leser – die Findung einer gemeinsamen Diskussions- und Forschungsgrundlage.
Einigkeit besteht – trotz aller unterschiedlicher Forschungsansätze – darin, dass nationale und regionale Kulturen einen Einfluss auf die Organisationskultur haben und sich dadurch Auswirkungen auf das Erreichen der Organisationsziele ergeben. Als Grundlage für die wissenschaftliche Forschung hat sich das von Schein entwickelte dreistufige Modell etabliert.
Organisationskultur wird allgemein als veränderlich angesehen, wobei es nicht möglich ist, abschließend und allgemeingültig Ansatzpunkte aufzuzählen. Organisationskultur entsteht durch die geteilten Erfahrungen der Belegschaften und ist nur sehr langsam gezielt zu verändern. Zudem beeinflussen soziale und wirtschaftliche Rahmenbedingungen sowie die Struktur und die Strategie der Organisation deren Kultur.

## Organisationskultur in der Betriebswirtschaftslehre
Nicht alle Modelle einer Organisation erkennen die Existenz einer Organisationskultur an. Frühe mechanistische Organisationsbilder gingen von einem funktionierenden Apparat oder einer militärisch organisierten Maschine aus. Die Prinzipal-Agent-Theorie zeigte jedoch, dass in Organisationen Eigeninteressen der Mitarbeiter und des Managements bestehen. Die Erforschung der Faktoren und Einflussmöglichkeiten auf die Organisationskultur bildet heute einen wichtigen Teil der Betriebswirtschaftslehre und einen Schnittpunkt zur Soziologie.
In einem Verhaltenskodex mit Regelungen und Richtlinien zur organisationsexternen und -internen Kommunikation sind Führungsgrundsätze und das gewünschte Verhalten der Mitarbeiter festgelegt. Grundlage für den Verhaltenskodex sind die Werte, zu denen sich die Organisation bekennt. So ergibt sich ein typisches Gesamtbild (Image) einer Organisation, welches auch im Rahmen der Marktkommunikation des Marketings innerhalb der Betriebswirtschaftslehre geplant und vermittelt wird und z. B. auch in die Arbeitsgrundlage externer Dienstleister, wie z. B. das Briefing von Werbeagenturen oder Investor-Relations-Beratern Eingang findet.
Mit dem im Organisationskulturansatz bekannten Veränderungsmanagement (change management) wird versucht, über die Entwicklung gemeinsamer Visionen und der Formulierung eines Unternehmensleitbildes an der Organisationskultur gezielt zu arbeiten. Unter Diversity Management werden verschiedene Ansätze zusammengefasst, um verschiedenartige Mitarbeiter und -gruppen zu integrieren und eine einheitliche Organisationskultur einzuführen.
Damit das Selbstverständnis der Organisation gezeigt, gelebt und kommuniziert werden kann, wird es durch Schulungsmaßnahmen und Führungsanweisungen eingeübt und vermittelt. Der Führer beabsichtigt damit die interne Kommunikation zu fördern, Entscheidungen zu beschleunigen und – sollte dies das Ziel der Organisation sein – die Rentabilität zu erhöhen.
Häufig zitiert und für die Analyse in Verwendung befindlich sind dabei die folgenden:

### Deal und Kennedy
Terrence E. Deal und Allan A. Kennedy beschreiben Kultur als ein zweidimensionales Modell mit den Dimensionen (finanzielles) Risiko und Feedback (die Geschwindigkeit, mit der eine Aktivität sich für vorteilhaft oder nachteilig herausstellt). Den entstehenden vier Quadranten geben sie sehr bildhafte Namen, die aus diesem Grunde hier auch auf Englisch aufgeführt sind.
| Kulturtypologie nach Deal und Kennedy | Kulturtypologie nach Deal und Kennedy | Risiko                                           | Risiko                                            |
| Kulturtypologie nach Deal und Kennedy | Kulturtypologie nach Deal und Kennedy | niedrig                                          | hoch                                              |
| ------------------------------------- | ------------------------------------- | ------------------------------------------------ | ------------------------------------------------- |
| Feedback und Belohnung                | schnell                               | Work hard – Play hard Brot-und-Spiele-Kultur     | Tough-Guy, Macho Culture Alles-oder-nichts-Kultur |
| Feedback und Belohnung                | langsam                               | Process-Culture Prozess-Kultur (oder Bürokratie) | Bet-your-company Analytische-Projekt-Kultur       |

### Kulturebenen von Schein

Scheins 3-Ebenen-Modell

Edgar Schein entwickelte ein Modell mit drei Ebenen von Kulturphänomenen in Organisationen. Kultur entsteht aus der persönlichen Lerngeschichte eines Teams oder einer Organisation. Grundlegend sind die inneren Werte und wie sie sich als Verhalten im Unternehmen ausdrücken – also nicht die schriftlichen Regeln und Anweisungen. Das Modell ist differenzierter als das Modell von Deal und Kennedy. Schein definiert Kultur als

“a pattern of basic assumptions – invented, discovered, or developed by a given group as it learns to cope with its problems of external adaption and internal integration – that has worked well enough to be considered valid and, therefore, to be taught to new members as the correct way to perceive, think, and feel in relation to those problems”

„Ein Muster gemeinsamer Grundprämissen, das die Gruppe bei der Bewältigung ihrer Probleme externer Anpassung und interner Integration erlernt hat, das sich bewährt hat und somit als bindend gilt; und das daher an neue Mitglieder als rational und emotional korrekter Ansatz für den Umgang mit Problemen weitergegeben wird.“

1. An der Oberfläche liegen die sichtbaren Verhaltensweisen und andere physische Manifestationen, Artefakte und Erzeugnisse.
Beispiele sind das Kommunikationsverhalten mit Mitarbeitern, Kunden und Lieferanten, Logo, Parkplätze, Bürolayout, verwendete Technologie, das Leitbild, aber auch die Rituale und Mythen der Organisation.
2. Unter dieser Ebene liegt das Gefühl, wie die Dinge sein sollen; kollektive Werte sind beispielsweise „Ehrlichkeit“, „Freundlichkeit“, „Technik-Verliebtheit“, „spielerisch“, „konservativ“ usw. also Einstellungen, die das Verhalten von Mitarbeitern bestimmen.
3. Auf der tiefsten Ebene sind die Dinge, die als selbstverständlich angenommen werden für die Art und Weise, wie man auf die Umwelt reagiert (Grundannahmen). Diese Grundannahmen (engl. basic assumptions) werden nicht hinterfragt oder diskutiert. Sie sind so tief im Denken verwurzelt, dass sie von Mitgliedern der Organisation nicht bewusst wahrgenommen werden.

Es ist dieses Muster von Grundannahmen, die Schein als Kultur beschreibt.

### Organisationskultur in der Psychologie
Die Organisationskultur ist auch Forschungsthema in der Arbeits- und Organisationspsychologie sowie in der Wirtschaftspsychologie.
Gerry Johnson (1988) beschreibt Organisationskultur als Netzwerk interner Strukturen und Prozesse, welche die Selbstwahrnehmung einer Organisation kontinuierlich sowohl erzeugen als auch verstärken. Dem Modell ist die Herkunft in Scheins Drei-Ebenen-Modell anzumerken. Anders als Schein ordnet Johnson die Elemente neben- statt übereinander ab und fügt als kennzeichnendes Element eine Art Kernidee – das Paradigma – hinzu. Er verwendet den Begriff cultural web (deutsch Kulturnetz) und beschreibt die Organisationskultur als ein Netz von sieben überlappenden Themengebieten: Geschichten und Mythen, Symbole, Machtstrukturen, organisatorische Strukturen, Kontrollsystem, Rituale und Routinen, Paradigma.

## Starke und schwache Kulturen
Hinter der Diskussion um Organisationskulturen stand und steht immer noch die Idee, dass Kulturen einen Wettbewerbsvorteil darstellen. Jeffrey Pfeffer vertritt die Auffassung, dass mit dem Abschwächen anderer Wettbewerbsfaktoren (z. B. Lerneffekte, Skalenerträge usw.) die Kulturen als die Art und Weise, wie wir Wert durch Menschen schöpfen einen immer stärkeren Wettbewerbsvorteil darstellen können – vorausgesetzt, man tut es besser als die Konkurrenz. Einen ähnlichen Standpunkt nimmt Henry Mintzberg ein. Daher etablierte sich eine fragwürdige (da wertende) Bezeichnungsform, wo man von starken Kulturen und im Umkehrschluss von schwachen Kulturen spricht. Als stark bezeichnet man nach Horst Steinmann und Georg Schreyögg Kulturen, die unterschiedliche Dimensionen erfüllen. Als wichtigste identifizieren sie Prägnanz, Verbreitungsgrad und Verankerungstiefe, fügen aber auch weniger wichtige in ihrer Aufzählung hinzu.
| Faktor            | Beschreibung | Starke Kultur                                                                       | Schwache Kultur                                                                                        |
| ----------------- | --- | ----------------------------------------------------------------------------------- | --- |
| Prägnanz          | Wie klar sind Orientierungsmuster und Werthaltung? Sind die Grundannahmen homogen in der 1. und 2. Ebene (von Scheins Modell) abgebildet?                                                          | eindeutige Anleitung zum Handeln, klare Trennung zwischen erwünscht und unerwünscht | differenzierte Verhaltensregeln, variable Orientierungsmuster                                          |
| Verbreitungsgrad  | Ausmaß, in dem die Gruppenmitglieder die Kultur teilen | sehr viele Mitarbeiter, idealerweise alle                                           | wenige Mitarbeiter                                                                                     |
| Verankerungstiefe | Wie tief stellt die Kultur einen selbstverständlichen Bestandteil der Handlungsregelung dar? (wobei Konformität – kalkuliertes Anpassen – zu unterscheiden ist von gedankenloser Internalisierung) | Werte werden bedenkenlos- und gedankenlos verwendet                                 | Werte werden entweder kalkuliert verwendet oder spielen bei der Entscheidungsfindung keine große Rolle |
| Persistenz        | Stabilität der Kulturelemente im Zeitverlauf | lange unveränderlich                                                                | variabel, anpassend und flexibel                                                                       |

Bei diesen Einteilungen werden nur die Ausprägungen der Kulturen beachtet, nicht deren Inhalte, wenn auch einsichtig ist, dass Prägnanz nur dann erreicht werden kann, wenn die Inhalte Menschen ansprechen und dies eine direkte Auswirkung auf den Verbreitungsgrad und die Verankerungstiefe haben. Die Erkenntnis wird von Steinmann und Schreyögg prägnant formuliert:

„Es wäre jedoch pure Illusion, wollte man glauben, die Stärkedimensionen an sich wären wertfrei; sie transportieren selbstverständlich auch Werte.“

## Management und nationale Kulturen
Der niederländische Kulturwissenschaftler Geert Hofstede untersuchte zwischen 1967 und 1978 ca. 116.000 Fragebögen, die in 50 verschiedenen Ländern von Beschäftigten in allen Positionen – Arbeiter bis Manager – ausgefüllt worden waren. Sein Ziel war es, eine Sprache zu finden, in der Kultur ohne Missverständnisse wissenschaftlich bearbeitet werden kann. Aus den Antworten entwickelte Hofstede vier Kulturdimensionen zur Beschreibung von Kulturen:
1. Individualismus vs. Kollektivismus
2. hohe oder geringe Akzeptanz von Status-Unterschieden (engl. power-distance)
3. starke oder schwache Unsicherheitsängstlichkeit (engl. uncertainty avoidance)
4. Maskulinität vs. Femininität (engl. masculinity vs. femininity)

Dieses Modell erweiterte Hofstede später um zwei weitere Dimensionen:
1. Lang- oder kurzfristige Ausrichtung (engl. long-term orientation)
2. Nachgiebigkeit und Beherrschung (engl. indulgence vs. restraint)

### Konsequenzen für das Management
Die Management-Literatur ist stark durch die USA beeinflusst. Seit dem Zweiten Weltkrieg dominieren die USA besonders die Organisations- und Führungstheorie. In Anbetracht der beschriebenen Unterschiede bedeutet das aber auch, dass diese Theorien versuchen, stark individuell geprägte Menschen (die USA haben in Hofstedes Untersuchung den höchsten Wert des Individualismus aller untersuchten Länder) zu organisieren. Die vorgeschlagenen Methoden sind aber in kollektiv geprägten Ländern kaum anwendbar. Die Führung in Ländern mit hoher Kollektivität (praktisch die gesamte Dritte Welt) erfordert Führungsstile, bei denen den Mitarbeitern ähnliche Gruppenvorteile geboten werden wie in ihren sozialen Gruppen.
Ähnlich wirken sich Unterschiede der Macht-Distanz auf den Managementstil aus. Die USA liegen hier im Mittelfeld, d. h. ein Manager hat weitreichende Entscheidungsbefugnisse und die Untergebenen zweifeln diese Entscheidungen nicht häufig an. Anders ist die Situation beispielsweise in Schweden oder Dänemark, wo die Macht-Distanz sehr niedrig ist und Untergebene eine Entscheidung individuell oder als Gruppe sehr wohl und häufig anzweifeln können. Länder mit hoher Macht-Distanz, wie fast alle asiatischen Länder, haben meist gleichzeitig hohe Kollektivitätswerte, so dass das Kollektiv einen Manager immer noch beeinflussen kann. Abweichend hiervon sind Frankreich und Belgien, wo hohe Macht-Distanz mit relativ hoher Individualität zusammenkommt. Hier ist Mitbestimmung nur sehr schwierig umzusetzen – Untergebene scheuen Verantwortung für die Aufgaben.
Management findet in einem kulturellen Umfeld statt. Es ist wichtig zu erkennen, dass theoretische Modelle vor einem kulturellen Hintergrund abgebildet werden und diese, besonders Führungs- und Organisationstheorien, eben nicht leicht von einem Land in ein anderes transferiert werden können. Erfolgreiche Transferleistungen, beispielsweise die Übertragung amerikanischer Qualitätszirkel nach Japan, wurden dort so erfolgreich, weil sie dem japanischen Bedürfnis nach hoher Unsicherheits-Vermeidung bei gleichzeitig stark kollektiv eingestellter Gesellschaft entgegenkamen und leicht angepasst werden konnten. Ohne die kollektive Grundeinstellung wäre die Hürde erheblich größer gewesen.

## Gestaltbarkeit der Organisationskultur

### Tom Burns’ mechanistische und organismische Unternehmen
Eine der ersten wissenschaftlichen Arbeiten über Kulturveränderungen stammt von dem 1981 in den Ruhestand getretenen schottischen Professor für Soziologie (Universität Edinburgh) Tom Burns. Burns versuchte elektronische Entwicklungstätigkeiten in traditionellen schottischen Unternehmen einzuführen. Die Anpassungsprobleme, die diese Unternehmen hatten, führten dazu, dass Burns zwei „Idealtypen“ beschrieb.
Der mechanistische Typ (engl. mechanistic type) ist an relativ stabile Umweltbedingungen angepasst. Probleme und Aufgabenstellungen des Managements sind in Bereiche aufgeteilt und verwaltet, es gibt klare Kommunikationslinien und eine strukturierte Befehlshierarchie. Das System ähnelt stark Webers rational-legaler Bürokratie oder Mintzbergs Maschinenbürokratie.
Der organismische (oder organische) Typ (engl. organismic oder organic type) ist angepasst an instabile Umwelten, in denen neue, unvertraute Probleme häufig auftauchen, die nicht auf traditionelle Weise zerlegt und in Fachbereiche aufgeteilt werden können. Hier finden also eine kontinuierliche Anpassung und Neudefinition der Einzelaufgaben statt. Kommunikation findet mehr in Form von Informationsaustausch und Ratschlag anstelle von Befehl und Gehorsam statt. Man erkennt Mintzbergs Adhokratie in dieser Beschreibung wieder.
Als sich fast keines der traditionellen schottischen Unternehmen in die Entwicklung von elektronischen Baugruppen einarbeiten konnte, entwickelte Burns Zweifel, ob sich mechanistische Unternehmen bewusst verändern könnten. Er stellte drei Arten von Veränderungen der mechanistischen Organisationen fest, die er als pathologisch (krankhaft, engl. pathological) bezeichnete. Pathologische Systeme sind die Versuche mechanistischer Unternehmen, sich selbst organismischer zu gestalten, um mit unsicherer Umwelt zurechtzukommen.
1. In schnell veränderlichen Umwelten wird es zunehmend notwendig, Klärungen herbeizuführen, was in mechanistischen Unternehmen mit dem Vorgesetzten stattfindet. Kann dieser das Problem nicht lösen, so klettert das Problem die Hierarchieebenen nach oben und endet auf dem Tisch des Unternehmensleiters. Schnell wird klar, dass viele Entscheidungen ohne die Führung nicht getroffen werden können. Es entwickelt sich ein System mit unklaren Rollenverteilungen (engl. ambiguous figure system), bei dem es ein offizielles und ein inoffizielles System von Zweierbeziehungen gibt zwischen dem Leiter und einer Vielzahl von mittlerem Management. Als Folge ist der Leiter überarbeitet und viele seiner direkten Führungskräfte sind frustriert, weil sie ständig übergangen werden.
2. Andere Unternehmen versuchen das Problem zu lösen, indem sie zusätzliche Zweige in die bürokratische Hierarchie einfügen, z. B. Kontakt-Manager etc. Das führt zu einem System, welches Burns als mechanistischen Dschungel (engl. mechanistic jungle) bezeichnet, wo ein neuer Job oder eine neue Abteilung erzeugt wird, deren Existenz vom Fortbestehen der Probleme abhängt.
3. Die dritte pathologische Lösungsmethode, die Burns erkannte, war die Einführung von Komitees (Komitee-System, engl. super-personal oder committee system). Das Komitee ist die traditionelle Methode, mit vorübergehenden Problemen umzugehen, die nicht von einer einzelnen Funktion oder Person gelöst werden können. Als Dauerlösung ist das Komitee völlig ungeeignet, da es die Loyalitäten und Karrierestrukturen der Abteilungen zerstört.

Burns behauptet, dass ein Verständnis von Organisationen nur aus dem Verständnis von drei sozialen Systemen folgen kann. Das erste sind die formalen Autoritätsstrukturen, die sich aus den Organisationszielen ergeben und mit denen es sich seiner Umwelt anpasst. Aber Organisationen sind auch Lebensumwelten, in denen Menschen Karrieren planen. Sie werden daher ihre Verhaltensweisen so anpassen, dass diese Karrieren besser stattfinden. Und schlussendlich sind Organisationen auch politische Systeme, wo Menschen und Abteilungen konkurrieren und kooperieren. Burns betrachtet es als naiv, eine Organisation nur unter Berücksichtigung seiner formalen Systeme (dem Organigramm) zu betrachten.
Zwar spricht Burns nicht von Kultur bzw. Culture Change, aber aus heutiger Sicht ist es genau das, was hier beschrieben ist.

### Management von Kulturen
Der englische Organisationsforscher Emmanuel Ogbonna hinterfragte die vorgestellten Konzepte auf ihren Nutzen. Er erkennt keinen Konsens über die Definition von Organisationskultur. Es scheint, als ob jede Definition von Kultur mit dem Denkansatz des jeweiligen Experten zusammenläuft. Doch für eine sinnvolle Diskussion der Veränderung wird eine operationale Definition benötigt. So definiert Ogbonna für die Diskussion Verwobensein des Einzelnen in eine Gemeinschaft und die kollektive Programmierung des Verstandes, welche die Mitglieder einer bekannten Gruppe von Mitgliedern anderer Gruppen unterscheidet. Sie besteht aus Werten, Normen, Glaubenssätzen und Sitten, die der Einzelne zusammen mit den Mitgliedern einer sozialen Gruppe oder Einheit hat.
Die Diskussion über die Veränderbarkeit von Kultur dreht sich um zwei extreme Positionen in der Wahrnehmung des Themas: Smircich (1983) identifiziert zwei Standpunkte zur Kultur als etwas, das eine Organisation ist (Variablen-Ansatz) im Gegensatz zu etwas, das eine Organisation hat (Root metaphor-Ansatz). Die beiden sich scheinbar ausschließenden Standpunkte dominieren nicht nur die Diskussion, sondern auch die Erforschung des Konzeptes. Aus dem Blickwinkel die Organisation hat eine Kultur wirkt Kultur wie ein mächtiges Werkzeug, welches Verhalten steuert, ein Gefühl von Identität vermittelt und akzeptierte und anerkannte Methoden zur Entscheidungsfindung liefert. Für diejenigen Forscher, die Kultur als untrennbaren Bestandteil von Organisationen betrachten – Organisation ist Kultur und Kultur ist Organisation – handelt es sich um eine existentielle Frage von Organisationen (was Organisationen sind). Andere Forscher gehen sogar noch weiter und behaupten, dass Kultur einfach existiert und nicht durch Einzelne erzeugt oder verändert werden kann.

“If organisational culture is funnelled through the unconscious and is therefore not always orderly, then it is unlikely that efforts to manage such a culture can be precisely predicted or tightly controlled”

„Wenn Organisationskultur durch das Unbewusste entsteht und somit nicht immer ‚ordentlich‘ ist, dann ist es unwahrscheinlich, dass Anstrengungen eine solche Kultur zu managen, präzise vorhersehbar oder kontrollierbar sind.“

Angesichts der Erfahrungen ist es natürlich plausibel, diesen extremen Standpunkt anzuzweifeln. Was heute alltägliches Verhalten ist, war einst ein strafwürdiges Vergehen gegen die Kultur. Was sich eine Kultur einmal angeeignet hat, kann sie auch entlernen und durch anderes ersetzen. In diesem, auf Edgar Schein zurückgehenden, Denkansatz kann eine Kultur verändert werden, wenn sie nicht mehr angemessen auf die Umwelt reagiert. Schließlich gibt es ausreichend Literatur über Kulturveränderungen auch unter dem Druck von Notwendigkeit.
Es drängt sich die Erkenntnis auf, dass Kulturveränderungen im „tiefen organisationellen Gewebe“ äußerst schwierig sind und nicht ohne gründlichste Überlegungen in Angriff genommen werden sollten. Belegt wird dies unter anderen durch Tunstalls Bericht über die Veränderung der Organisationskultur bei AT&T (American Telephone & Telegraph). Robbins verlagert die Diskussion von „Ist Änderung möglich“ zu „Unter welchen Umständen ist Änderung möglich“ und argumentiert, dass, wenn Manager ihre Organisationen nicht durch Kulturwandel führen könnten, das Konzept bestenfalls akademischen Wert habe. Bei beobachteten Veränderungen der Organisationskultur beschreiben verschiedene Autoren auch unvorhergesehene Veränderungen und deuten an, dass das Management von Kultur mit unbeabsichtigten organisationellen Konsequenzen behaftet ist, genauso wie die Kultur der Gesellschaft als Ganzes nicht kontrolliert gesteuert werden kann.
Managern ist häufig nicht klar, was sie eigentlich erreichen wollen und arbeiten lieber reaktiv, sobald Probleme auftreten. Eine Folgerung aus dieser Erkenntnis ist, dass Manager mit Kulturänderungsabsichten klare und unzweideutige Ziele verfolgen müssen. Einzelne Aspekte und der Grad des Erfolgs werden von der Definition von Kultur und den erwünschten Veränderungen abhängen.
Ein problematischer Bereich ist beispielsweise ein Eingriff in eine Organisationskultur aus Sicherheitsgründen, speziell im Sektor der Kommunikations- und Informationssicherheit. Hier muss zur Sicherung des Erfolgs und zur Vermeidung ungewollter Nebenwirkungen sorgfältig abgeschätzt werden, ob etwa eine Kampagne für mehr Sicherheitsbewusstsein gegen eine bestehende Organisationskultur verstoßen darf oder sollte.
Eine Zusammenfassung der Literatur über Organisationskulturen (organisatorische Kulturen) ist verwirrend. Bezüglich Veränderung gibt es zwei Schulen. Die einen behandeln Kultur als Verhalten, die anderen als Werte. Demzufolge gibt es kein klares Konzept, das erklärt, wie grundlegender Kulturwandel herbeizuführen ist. Wer Veränderung sucht, begibt sich auf eine Reise in Unbekannte. Es scheint, so folgert Ogbonna, dass das Konzept Organisationskultur ein Stadium in einem Lebenszyklus erreicht hat, in dem es einen sinkenden Wert darstellt.

“The question of culture has the capacity to annoy anyone seriously interested in the topic”

„Die Frage des Kulturwandels hat das Potential, jeden ernsthaft Interessierten zu verdrießen.“

### Kultur und das Paradigma
Mallory et al. beschreiben den Zusammenhang zwischen Organisationskultur und dem Paradigma aus dem oben beschriebenen Denkansatz des Kulturnetzes. Mallory definiert das Paradigma leicht abweichend als dauerhafte Glaubenssätze, wie das Unternehmen sich im Wettbewerb durchsetzt, die über Zeit entstanden sind und durch die Aktivität des Managements verstärkt wurden. Grundwerte beziehen sich auf Glaubenssätze, wie die Welt ist und wie das Subjekt sich in ihr verhalten soll. Solche Glaubenssätze leiten das menschliche Verhalten. Wird solches Verhalten wiederholt, dann formt sich schnell ein Verhaltensmuster, das nicht weiter hinterfragt wird. Das Gleiche trifft auf Organisationen bezüglich strategischer Planung, Formulierung und Umsetzung zu. In diesem Sinne ist das Paradigma empirisch, mehr durch Erfahrungen geformt als ein geplantes Modell.
Hamel und Prahalad beschreiben Strategie zu einem Teil als Anpassung der Organisation an ihre Umwelt (engl. strategic fit). Diese Anpassungen der Organisation findet nach dem oben beschriebenen Muster in den Begrenzungen des Paradigmas statt; d. h. der Stratege verhält sich „gewohnheitsmäßig“ so, dass das Paradigma erfüllt bleibt. Starke Veränderungen können dabei auf erheblichen Widerstand in der Organisation führen. Wenn die Anpassung der Organisation an die Umwelt nicht mehr ausreicht, dann kann es zu einem Bruch kommen, in dem das alte Paradigma zerbricht und ein neues an seine Stelle tritt.
Häufig finden solche Paradigmenwechsel in Organisationen dann statt, wenn die Organisation existentiell gefährdet ist, weil sie sich strategisch zu weit von der benötigten Anpassung entfernt hat (strategic drift). Für den Manager/Strategen drängt sich hier nicht das Bild eines Kapitäns auf, der seinen Kurs verfolgt, sondern eher das des Surfers, der mit der Welle so gut wie möglich arbeitet. Das sich ergebende, neue Muster im Kulturnetz ist zu großen Teilen nicht vorhersehbar oder planbar.

### Kultur und Geschlechter
Wie auch in der Ethnologie wird der Kulturbegriff in Organisationen auf ihre Auswirkung auf die Geschlechterrollen oder umgekehrt die Auswirkung der Geschlechterrollen auf die Kultur untersucht. Da der Begriff der Organisationskultur sich erst relativ spät in der Fachsprache entwickelte, lehnen sich die Konzepte häufig an die ältere Gleichberechtigungsdiskussion in der breiteren Gesellschaft an.
Su Maddock und Di Parkin bezeichnen mit Geschlechterkulturen ein Modell der betriebswirtschaftlichen Forschung im Bereich der Organisationskultur. Es beschreibt kulturelle bedingte Unterschiede in der Behandlung von Männern und Frauen. Maddock/Parkin sprechen von gender culture (geschlechtsspezifische Kultur), welche von Frauen besser wahrgenommen wird als von Männern, weil besonders weibliches Verhalten und Ausdrucksweisen eingeschränkt werden. Dabei unterscheiden sie sechs Ausprägungen
- den Herrenclub (Gentleman’s Club) – ein von Höflichkeit und Zuvorkommenheit gekennzeichnetes System, in dem klassische Rollen-Stereotype als Verhaltensnorm verwendet werden und abweichendes Verhalten sanktioniert wird.
- den Kasernenhof (engl. barrack yard) – eine von maskulin-autokratischen Verhaltensweisen geprägte Kultur, wo Macht als Zwang verstanden wird.
- die Umkleidekabine (engl. locker room) – eine von Stereotypen geprägte Kultur, in der eine starke Überbetonung der (männlichen) Sexualität eine Zusammenarbeit zwischen den Geschlechtern erschwert.
- die geschlechtsblinde Kultur – (engl. gender-blind culture) – eine Kulturform, in der ein Unterschied zwischen den Geschlechtern geleugnet wird und Frauen zwar gleich, aber unangemessen (nämlich wie Männer) behandelt werden.
- Kultur der Lippenbekenntnisse und feministischen Heuchler (engl. paying lip-service and the feminist pretenders) – eine durch die Emanzipationsbewegung der 1970er und 80er geformte Kultur, in der Programme abgewickelt werden, denen man sich opportunistisch unterwirft, ohne die zugrunde liegenden Meinungen zu ändern.
- Kultur der gerissenen Machos (engl. smart machos) – eine auf reine Leistung konzentrierte Kultur, die Menschen als Produktionsfaktor Nutzung-maximierend (über)fordert. Eine rücksichtslose Form der geschlechtsblinden Kultur.

Die von Maddock/Parkin gewählten Bezeichnungen sind plakativ-provokativ und werden als Anstoß zur Diskussion verstanden. Die Kulturen betreffen nicht nur Frauen, sondern auch Minoritäten wie Homosexuelle, Körperbehinderte, ältere Mitbürger, geistig Behinderte, Ausländer, Farbige, Anhänger anderer Religionen usw. und schränken auch Männer ein; so wird in der Umkleidekabinen-Kultur ein Bier nach der Arbeit mit Frauen als Anbändelversuch missverstanden oder in der Kasernenhof-Kultur ein Lob als Schwäche.
Nach Maddock/Parkins Meinung spielen die meist männlichen Führungskräfte eine wesentliche Rolle bei der Entstehung, dem Erhalt und der Veränderung von Geschlechterkulturen. Frauen passen sich den Kulturen an, ohne die Ursachen zu hinterfragen, konzentrieren sich aufgrund der Hoffnungslosigkeit auf ihre Kinder oder wechseln die Laufbahn. Viele Männer glauben, dass das Fehlen von Frauen in Führungspositionen nur an dem weiblichen Mangel an Ambitionen liege.
Weiter führen Maddock/Parkins an, dass Führungskräfte befürchteten, eine Frau würde „plötzlich“ schwanger und befürchteten dadurch nicht schließbare Lücken. In Wirklichkeit planen Frauen ihre Schwangerschaften nach der Arbeit und nicht ihre Arbeit nach der Schwangerschaft. Zudem fehlen weibliche Führungskräfte selten mehr als 3 Monate wegen einer Schwangerschaft. All dies seien nur männliche Rationalisierungen gegen Gleichberechtigung. Das Schwangerschaftsbeispiel ist nur ein Beispiel für geschlechterspezifische Kulturen. Häufig genug investieren Organisationen in ihre männlichen Führungskräfte, die dann prompt den Arbeitsplatz wechseln, ignorieren aber Frauen, die meist standortfester sind.
Während Maddock und Parkin innerbetriebliche Symptome beschreiben und Ursachen analysieren, beschäftigen sich andere Autoren mit schädlichen Auswirkungen auf Organisationen und Mitarbeiter. So analysiert Hildegard Matthies in einem Projekt für die Deutsche Forschungsgemeinschaft (DFG) die Karrierechancen von Männern und Frauen in industriellen Forschungsbereichen. Danach werden Frauen durch stereotype Geschlechterbilder und uniforme Vorstellungen von den Eigenschaften einer idealen Führungskraft im beruflichen Fortkommen behindert. Über feststellbare Karrierestufen hinaus können sich nach dieser Studie Frauen nur selten entwickeln. Das Phänomen wird als gläserne Decke bezeichnet und führt dazu, dass die Besetzung von Führungspositionen bereits vor der Beurteilung der Befähigung eines Bewerbers durch sein Geschlecht eingeschränkt ist.
Die deutsche Professorin Birgit Pfau-Effinger führt diese Phänomene auf die breitere Kultur zurück, die schon von Hofstede (s. o.) als wichtigster Einfluss auf die Organisationskultur ermittelt wurde. Somit ergibt sich für die Veränderung von Organisationskulturen ein Bogen zurück zum anthropologischen Kulturbegriff. Die Beurteilung von Kultur in betriebswirtschaftlichen Analysen wird relativiert und muss mit einem breiten Verständnis der vorherrschenden Kultur erfolgen, in der sich ein Unternehmen befindet. Konzepte, die stark von der Organisationskultur als Mittel zur Durchsetzung abhängig sind, können möglicherweise nur schwierig in fremde Kulturräume übertragen werden.
Speziell für die höchsten Führungsebenen wird auch von Hyperinklusion als Zugangsvoraussetzung zum Top-Management gesprochen, welche die Gender-Homogenität von Führungsebenen stabilisiere.